# 倒卵叶鱼骨木
倒卵叶鱼骨木（学名：Canthium dicoccum var. obovatifolium）为茜草科鱼骨木属下的一个变种。产海南屯昌。生于杂木林内。